# Myamalycocerus vitalii
Myamalycocerus vitalii (лат.) — ископаемый вид жуков-мягкотелок, единственный в составе монотипического рода Myamalycocerus. Обнаружены в Бирманском янтаре (Юго-Восточная Азия, Мьянма, возраст около 100 млн лет; меловой период). Длина около 6 мм. Тело коричневое с чёрными надкрыльями. Глаза шаровидные, выступающие. Усики 11-члениковые, их длина 3 мм. Сходен с видом Ornatomalthinus elvirae Poinar & Fanti, но отличается длинными надкрыльями и рельефными точками, которые более менее возвышены, но более многочисленны. Видовое название дано в честь колеоптеролога Francesco Vitali, крупного специалиста по ископаемым жукам семейства Cerambycidae.